# Siren (thị trấn), Wisconsin
Siren là một thị trấn thuộc quận Burnett, tiểu bang Wisconsin, Hoa Kỳ. Năm 2010, dân số của thị trấn này là 856 người.